# Mancini (futebolista)
Alessandro Faiolhe Amantino (Ipatinga, 1 de agosto de 1980), mais conhecido como Mancini, é um ex-futebolista brasileiro que atuava como meio-campista ou ponta-direita.
Ao contrário do que muitos pensam, o nome Mancini é um apelido e não o sobrenome do jogador. A origem do apelido remonta à infância do atleta. Quando era pequeno, sua avó tinha o costume de chamá-lo de Mansinho. Porém, ao chegar ao Atlético Mineiro, o treinador na época, Evaldo Cruz, alegou que Mansinho não era nome de jogador de futebol, tratando de adaptá-lo para um italianizado Mancini.
O jogador iniciou sua carreira atuando como lateral-direito. Foi assim durante seus anos no Brasil, porém, ao ir para Europa, passou a ser usado muito mais ofensivamente, jogando numa função semelhante a de um ala, posição que o próprio jogador já admitiu que é onde sempre preferiu jogar. Em pouco tempo, tornou-se titular absoluto do time da Roma.

## Carreira como jogador

### Atlético Mineiro
Com um talento promissor, Mancini iniciou a carreira no Atlético Mineiro, por onde jogou de 1999 a 2002. Em 1999 o meio-campista fez seu primeiro jogo como profissional, atuando contra o Ipatinga.
No mesmo ano, Mancini conquistou seu primeiro título como profissional pelo Galo, o Campeonato Mineiro. No ano seguinte, conseguiu ser bicampeão mineiro com o Atlético.

### Portuguesa e São Caetano
Em 2001 foi emprestado para a Portuguesa, disputando a Copa do Brasil e o Campeonato Paulista. No mesmo ano, insatisfeito por não ser aproveitado, foi para o São Caetano. Conseguiu fazer uma ótima campanha no Campeonato Brasileiro, e na semifinal Mancini enfrentou o Atlético Mineiro, seu ex-clube. O São Caetano eliminou o Atlético vencendo por 2–1, com Mancini sendo um destaque do jogo depois de ter dado uma assistência. Na final, o Atlético Paranaense sagrou-se campeão do Brasileirão, vencendo o jogo de ida por 4–2 e o jogo de volta por 1–0. Mesmo perdendo, Mancini foi importante novamente, tendo marcado um gol na derrota do Azulão.

### Venezia
Em 2003, Mancini foi observado pelo diretor de futebol da Roma, Franco Baldini, e foi comprado pela Roma que o emprestou para o Venezia.
Após 13 jogos pela equipe de Veneza, Mancini retornou à Roma para substituir seu compatriota Cafu, que havia sido contratado pelo Milan.

### Roma
Depois da rápida passagem pelo Venezia, Mancini chegou ao time da Roma e se tornou ídolo. Durante cinco temporadas na equipe italiana, foi peça intocável no time, só que atuando no sistema defensivo e ofensivo, como ponta-direita e ala. Já no seu primeiro ano na equipe, ficou conhecido como Tacco di Dio ao marcar um bonito gol de letra contra a rival Lazio pela Serie A.
Na temporada 2005–06, Mancini encontrou sua melhor forma, se tornou peça intocável na equipe. Após o escândalo no futebol italiano, a Roma se classificou para a Liga dos Campeões da UEFA, dando a Mancini a chance de jogar ao mais alto nível do clube do futebol mundial. Teve grande atuação no dia 4 de fevereiro de 2006, ao marcar dois gols na vitória de 3–0 contra o Parma.
Já na temporada 2006–07, pela Liga dos Campeões da UEFA, Mancini marcou oito gols e deixou sua marca com um golaço contra o Lyon, da França. Nesse mesmo ano, Mancini também comemorou seu primeiro troféu desde que chegou a Itália com a Roma; sagrou-se campeão da Copa da Itália, com a Roma derrotando a Internazionale na final, repetindo o feito no ano seguinte.
Foi decisivo no dia 26 de janeiro de 2008, ao marcar o gol da vitória de 1–0 contra o Palermo.

### Internazionale

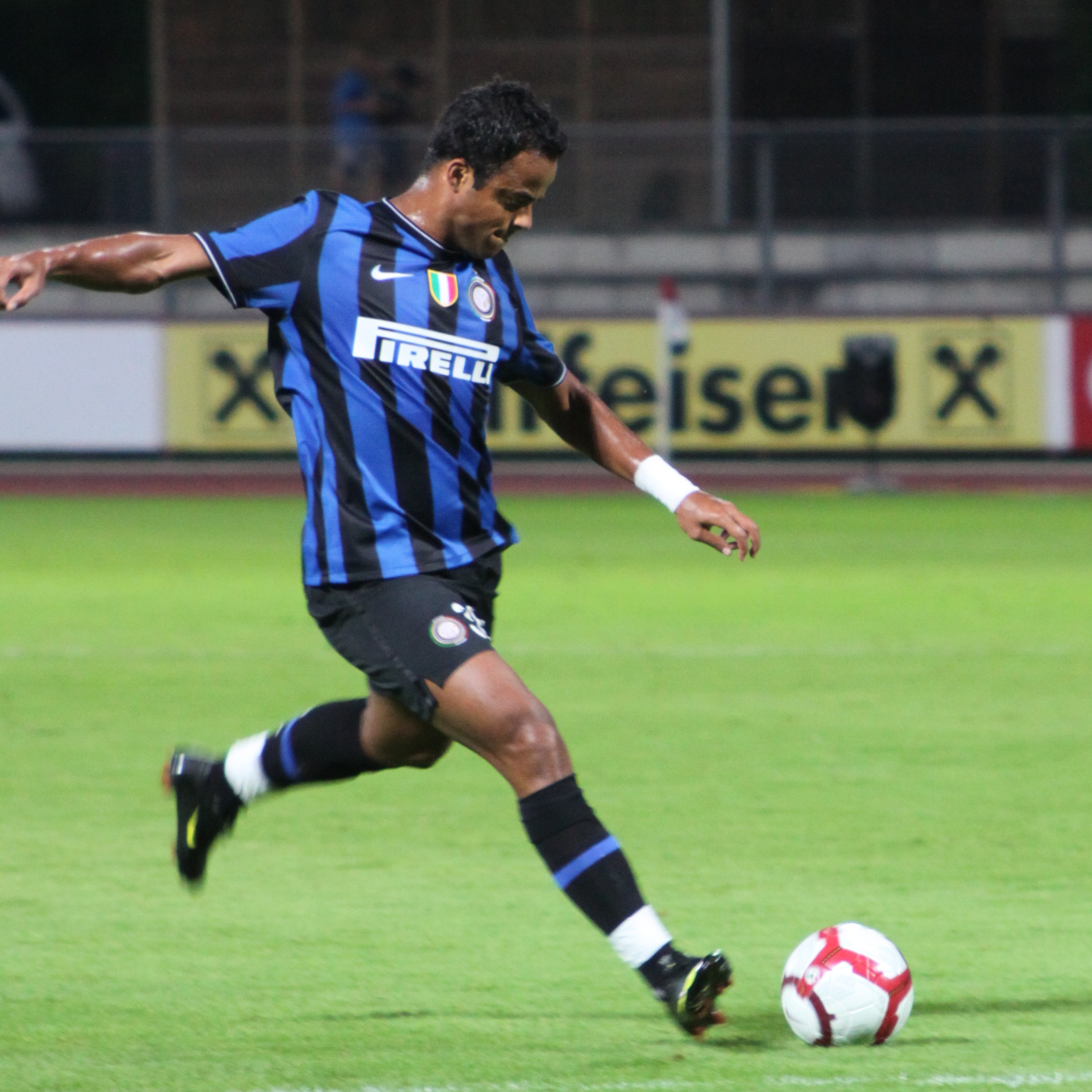
Mancini em novembro de 2009

Muito assediado pelos principais clubes do mundo em 2008, Mancini decidiu continuar no país e no dia 10 de julho assinou por quatro temporadas com a Internazionale, que desembolsou 13 milhões de euros pelo brasileiro. Ao lado dele, chegaram também o português Ricardo Quaresma e o ganês Sulley Muntari.
Mancini marcou seu primeiro gol com a camisa Nerazzurri no dia 16 de setembro de 2008, pela Liga dos Campeões da UEFA, contra o Panathinaikos. O jogo foi realizado em Atenas e a Inter venceu por 2–0. No restante da temporada 2008–09, no entanto, devido ao estilo de jogo do treinador José Mourinho, o brasileiro não conseguiu ser titular da equipe.

### Milan

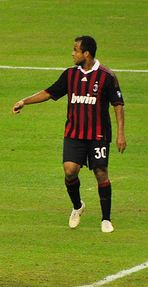
Mancini atuando pelo Milan em 2010

No dia 1 de fevereiro de 2010, Mancini foi emprestado para o Milan. O meia fez sua estreia com a camisa Rossoneri no empate sem gols contra a equipe do Bologna.
Após não obter êxito em sua passagem pela equipe, foi devolvido a Inter no final da temporada. Sem chances na equipe de Milão, confirmou o desejo de rescindir seu contrato para voltar a atuar no Brasil.
No final de 2010, Mancini foi denunciado por agressão sexual e lesão corporal contra uma jovem brasileira, que conheceu em Milão durante uma festa com Ronaldinho. O jogador brasileiro sempre afirmou que a relação com a garota foi consensual. Não se sabe qual foi o resultado do julgamento; conforme relatado pelo Corriere della Sera, em 2019 o registro criminal de Mancini não mostrava uma condenação, o que significaria que “nos graus subsequentes o jogador foi então absolvido, mas também que Amantino, como pessoa incensurada — caso o resultado do segundo grau o tivesse permitido — poderia ter se beneficiado não apenas da sentença condicional, mas também da ‘não menção’ no registro criminal”.

### Retorno ao Atlético Mineiro
Depois de oito anos na Europa, no dia 5 de janeiro de 2011, foi anunciado como novo reforço do Atlético Mineiro pelo presidente do clube, Alexandre Kalil, assinando um contrato de três anos. Esta foi sua segunda passagem pelo clube no qual foi revelado.
Mancini reestreou com a camisa do Galo no amistoso contra o River Plate, do Uruguai. Posteriormente teve boas atuações no Campeonato Mineiro, mesmo com o Atlético perdendo para o Cruzeiro. No primeiro jogo da final, Mancini foi decisivo e marcou um belo gol.
Devido a má forma física, ele não conseguiu se firmar como titular durante o Campeonato Brasileiro. O Atlético passou por um ano difícil, onde quase foi rebaixado para a Série B e também foi eliminado precocemente da Copa do Brasil e da Copa Sul-Americana.
Em 2012, após ter sido destaque na pré-temporada, nos jogos-treinos e nos jogos do Galo pelo Campeonato Mineiro, Mancini se tornou uma esperança atleticana para reencontrar seu futebol e ajudar o clube que ama.

### Bahia
No dia 21 de junho de 2012, Mancini foi anunciado como novo reforço do Bahia. O jogador foi emprestado pelo Atlético Mineiro até o final do ano. No entanto, após o retorno de empréstimo do Bahia, Mancini não teve chances no elenco atleticano e rescindiu seu contrato em abril de 2013.

### Villa Nova
Após alguns meses sem atuar profissionalmente, Mancini foi contratado pelo Villa Nova em outubro de 2013 para disputar o Campeonato Mineiro de 2014.

### América Mineiro
Após ser artilheiro do Campeonato Mineiro, Mancini assinou, em abril de 2014, com o América Mineiro para disputar a Série B. Conquistou seu espaço no time aos poucos foi bastante participativo na campanha que quase resultou no acesso à primeira divisão. Por conta do bom desempenho, renovou o contrato para 2015.
Em sua segunda temporada no clube, o armador foi titular nos primeiros jogos da Série B, mas perdeu espaço ao longo da competição. O América conquistou o acesso à elite, mas Mancini não teve seu contrato renovado, deixando o clube no final do ano.

### Retorno ao Villa Nova
No dia 7 de janeiro de 2016, o Villa Nova de Nova Lima acertou o retorno de Mancini ao clube para a disputa do Campeonato Mineiro. Após o estadual, Mancini encerrou a carreira, planejando retornar à Itália para estudar e se tornar treinador.

## Seleção Nacional
Em 1999, com a Seleção Brasileira Sub-20, Mancini disputou a Copa do Mundo FIFA Sub-20 na Nigéria, marcando um gol durante a campanha. Entre 1999 e 2000, Manicini jogou nove jogos pela Seleção Olímpica, participando do Torneio Pré-Olímpico Sul-Americano Sub-23.
Em 28 de abril de 2004, Mancini fez sua estreia pela Seleção Brasileira principal em Budapeste, num amistoso contra a Hungria em que Brasil venceu por 4–1. Mancini também fez parte da Seleção Brasileira que conquistou a Copa América de 2004, disputada no Peru. Depois, só voltou a ser convocado em 2008, passando a atuar no meio-campo. O último jogo de Mancini pela Seleção Brasileira foi no dia 19 de novembro de 2008, em uma goleada por 6–2 contra Portugal.

## Carreira como treinador

### Foggia
No dia 6 de agosto de 2019, foi anunciado como novo técnico do Foggia, que disputa a Serie D do futebol italiano. Após comandar a equipe por apenas três jogos, pediu demissão devido a atritos com a diretoria.

### Villa Nova
Em 25 de agosto de 2020, o Villa Nova oficializou o ex-jogador como novo treinador da equipe para disputar o Campeonato Brasileiro - Série D. O time não apresentou bons resultados e o técnico acabou demitido ao fim da temporada pelo presidente Márcio Botelho.

### Betim Futebol
Em 16 de abril de 2021, Mancini foi apresentado em um evento como novo coordenador técnico do Betim Futebol.

## Estatísticas como jogador
Atualizadas até 10 de abril de 2016

### Clubes
| Clube             | Temporada         | Campeonato nacional | Campeonato nacional | Copa nacional[a] | Copa nacional[a] | Competições continentais[b] | Competições continentais[b] | Outros torneios[c] | Outros torneios[c] | Total | Total |
| Clube             | Temporada         | Jogos               | Gols                | Jogos            | Gols             | Jogos                       | Gols                        | Jogos              | Gols               | Jogos | Gols  |
| ----------------- | ----------------- | ------------------- | ------------------- | ---------------- | ---------------- | --------------------------- | --------------------------- | ------------------ | ------------------ | ----- | ----- |
| Atlético Mineiro  | 1999              | 15                  | 1                   | 2                | 0                | —                           | —                           | 11                 | 0                  | 28    | 1     |
| Atlético Mineiro  | 2000              | 20                  | 0                   | —                | —                | 8                           | 0                           | 8                  | 0                  | 36    | 0     |
| Atlético Mineiro  | Total             | 35                  | 1                   | 2                | 0                | 8                           | 0                           | 19                 | 0                  | 64    | 1     |
| Portuguesa        | 2001              | —                   | —                   | 6                | 0                | —                           | —                           | 13                 | 4                  | 19    | 4     |
| Portuguesa        | Total             | —                   | —                   | 6                | 0                | —                           | —                           | 13                 | 4                  | 19    | 4     |
| São Caetano       | 2001              | 14                  | 2                   | —                | —                | —                           | —                           | —                  | —                  | 14    | 2     |
| São Caetano       | Total             | 14                  | 2                   | —                | —                | —                           | —                           | —                  | —                  | 14    | 2     |
| Atlético Mineiro  | 2002              | 25                  | 15                  | 7                | 0                | —                           | —                           | —                  | —                  | 32    | 15    |
| Atlético Mineiro  | Total             | 25                  | 15                  | 7                | 0                | —                           | —                           | —                  | —                  | 32    | 15    |
| Venezia           | 2002–03           | 13                  | 1                   | —                | —                | —                           | —                           | —                  | —                  | 13    | 1     |
| Venezia           | Total             | 13                  | 1                   | —                | —                | —                           | —                           | —                  | —                  | 13    | 1     |
| Roma              | 2003–04           | 33                  | 8                   | 4                | 1                | 8                           | 1                           | —                  | —                  | 45    | 10    |
| Roma              | 2004–05           | 34                  | 4                   | 6                | 1                | 5                           | 0                           | —                  | —                  | 45    | 5     |
| Roma              | 2005–06           | 28                  | 12                  | 7                | 3                | 7                           | 3                           | —                  | —                  | 42    | 18    |
| Roma              | 2006–07           | 29                  | 8                   | 8                | 3                | 7                           | 1                           | 1                  | 1                  | 45    | 13    |
| Roma              | 2007–08           | 31                  | 8                   | 6                | 3                | 9                           | 2                           | —                  | —                  | 46    | 13    |
| Roma              | Total             | 155                 | 40                  | 31               | 11               | 36                          | 7                           | 1                  | 1                  | 223   | 59    |
| Internazionale    | 2008–09           | 20                  | 0                   | 2                | 0                | 4                           | 1                           | 1                  | 0                  | 27    | 1     |
| Internazionale    | 2009–10           | 6                   | 0                   | —                | —                | 1                           | 0                           | —                  | —                  | 7     | 0     |
| Internazionale    | Total             | 26                  | 0                   | 2                | 0                | 5                           | 1                           | 1                  | 0                  | 34    | 1     |
| Milan             | 2009–10           | 7                   | 0                   | —                | —                | —                           | —                           | —                  | —                  | 7     | 0     |
| Milan             | Total             | 7                   | 0                   | —                | —                | —                           | —                           | —                  | —                  | 7     | 0     |
| Internazionale    | 2010–11           | 2                   | 0                   | —                | —                | —                           | —                           | —                  | —                  | 2     | 0     |
| Internazionale    | Total             | 2                   | 0                   | —                | —                | —                           | —                           | —                  | —                  | 2     | 0     |
| Atlético Mineiro  | 2011              | 16                  | 1                   | 1                | 0                | 2                           | 0                           | 12                 | 2                  | 31    | 3     |
| Atlético Mineiro  | 2012              | 3                   | 0                   | 3                | 2                | —                           | —                           | 14                 | 3                  | 20    | 5     |
| Atlético Mineiro  | Total             | 19                  | 1                   | 4                | 2                | 2                           | 0                           | 26                 | 5                  | 51    | 8     |
| Bahia             | 2012              | 15                  | 1                   | —                | —                | 1                           | 0                           | —                  | —                  | 16    | 1     |
| Bahia             | Total             | 15                  | 1                   | —                | —                | 1                           | 0                           | —                  | —                  | 16    | 1     |
| Villa Nova        | 2014              | —                   | —                   | 1                | 1                | —                           | —                           | 9                  | 7                  | 10    | 8     |
| Villa Nova        | Total             | —                   | —                   | 1                | 1                | —                           | —                           | 9                  | 7                  | 10    | 8     |
| América Mineiro   | 2014              | 27                  | 7                   | —                | —                | —                           | —                           | —                  | —                  | 27    | 7     |
| América Mineiro   | 2015              | 21                  | 6                   | 3                | 1                | —                           | —                           | 5                  | 1                  | 29    | 8     |
| América Mineiro   | Total             | 48                  | 13                  | 3                | 1                | —                           | —                           | 5                  | 1                  | 56    | 15    |
| Villa Nova        | 2016              | —                   | —                   | —                | —                | —                           | —                           | 9                  | 6                  | 9     | 6     |
| Villa Nova        | Total             | —                   | —                   | —                | —                | —                           | —                           | 9                  | 6                  | 9     | 6     |
| Total na carreira | Total na carreira | 359                 | 74                  | 56               | 15               | 52                          | 8                           | 83                 | 24                 | 550   | 121   |

- a. ^ Jogos da Copa do Brasil e Copa da Itália
- b. ^ Jogos da Copa Mercosul, Copa Sul-Americana, Liga dos Campeões da UEFA e Liga Europa da UEFA
- c. ^ Jogos do Campeonato Mineiro, Copa dos Campeões Mineiros, Campeonato Paulista e Supercopa da Itália

## Títulos

### Como jogador
Atlético Mineiro
- Campeonato Mineiro: 1999, 2000 e 2012

Roma
- Copa da Itália: 2006–07 e 2007–08
- Supercopa da Itália: 2007

Internazionale
- Serie A: 2008–09
- Supercopa da Itália: 2008

Seleção Brasileira
- Copa América: 2004

### Outras conquistas
Atlético Mineiro
- Copa dos Três Continentes: 1999

Seleção Brasileira Sub-23
- Torneio Pré-Olímpico Sul-Americano: 2000

### Prêmios individuais
- Bola de Prata: 2002
- Artilheiro do Campeonato Mineiro: 2014 (8 gols)
- Seleção do Campeonato Mineiro: 2016